# Васильковское (Днепропетровская область)
Васильковское (укр. Васильківське) — посёлок в Васильковском сельском совете Петропавловского района Днепропетровской области
Украины.
Код КОАТУУ — 1223881201. Население по переписи 2001 года составляло 1112 человек.
Является административным центром Васильковского сельского совета, в который также входят сёла
Запорожье,
Кунинова,
Русаково и
Сидоренко.
Входит в состав Николаевской ОТО

## Географическое положение
Посёлок Васильковское находится в балке Большая Сухая по которой протекает пересыхающий ручей с запрудами.
На расстоянии 1,5 км расположены сёла Запорожье и Кунинова.
На расстоянии 5 км расположены сёла Русаково и Сидоренко.
Через посёлок проходит автомобильная дорога Т-0431.

## История
- Посёлок Васильковское основан в 1936 году.
- Двадцать три жителя сражались с врагом на фронтах Великой Отечественной войны, четырнадцать из них погибли, девять были удостоены боевых наград. На братской могиле воинов-освободителей установлен памятник солдатам Советской Армии[2].
- 28 марта 2017 поселок Васильковское вошёл в состав Объединённой территориальной общины (ОТО) (укр.: Об'єднана територіальна громада (ОТГ)) путем объединения с Николаевским и Петровским сельскими советами Петропавловского района. В состав ОТО кроме Васильковского входят 10 сел: Запорожье, Катериновка, Кунинова, Малониколаевка, Марьина Роща, Николаевка, Новопричепиловка, Петровка, Русаково, Сидоренко.

## Объекты социальной сферы
- Средняя общеобразовательная школа
- Детский сад
- Дом культуры
- Библиотека
- Церковь

## Достопримечательности
- Братская могила советских воинов
- Захоронения скифского периода (курганы)